# Krusau-Tunneltal

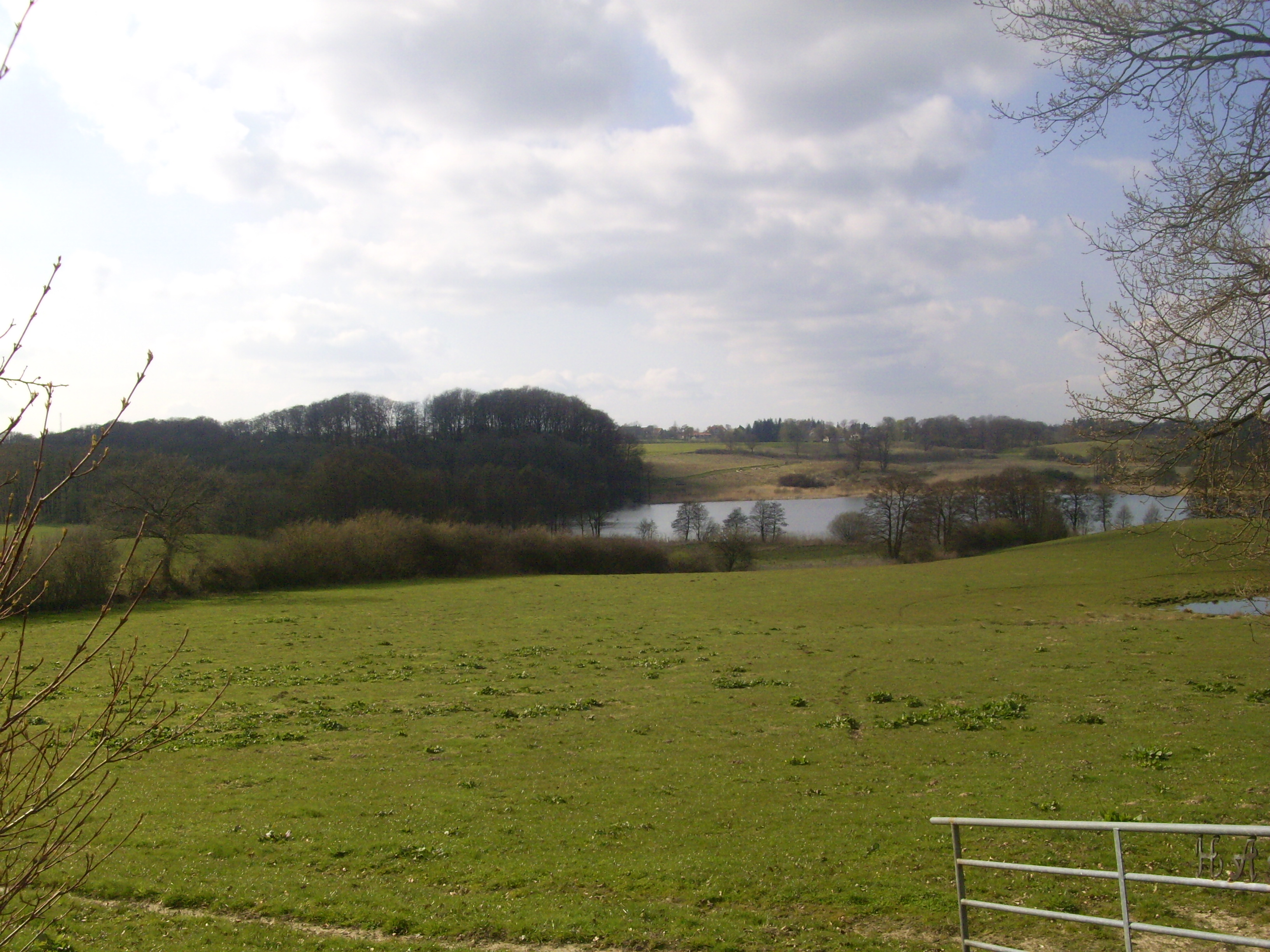
Impression aus dem Tunneltal

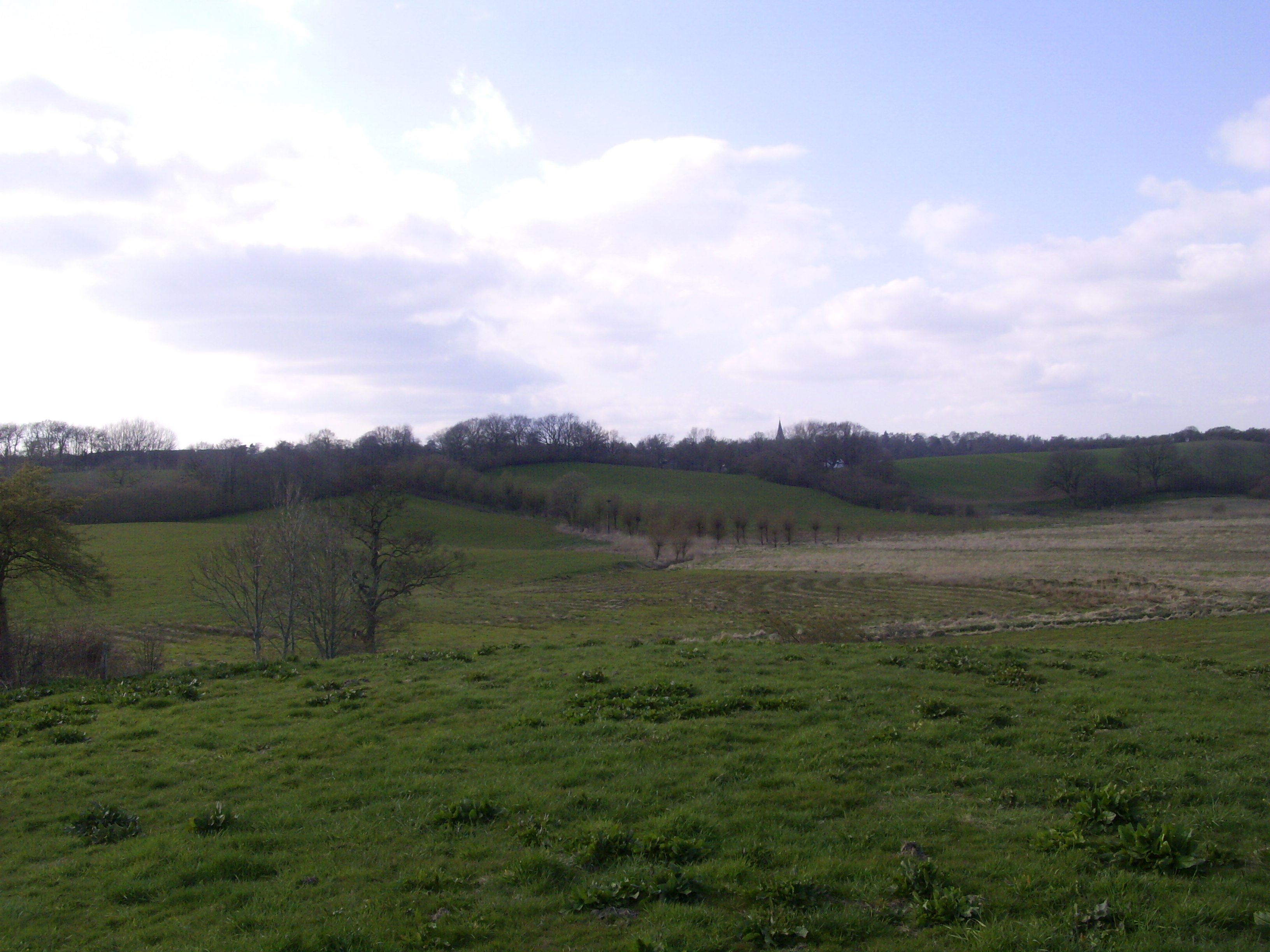
Weitere Impression aus dem Tal

Das Krusau-Tunneltal (dänisch Kruså Tunneldal) ist ein Landschaftsgebiet im Kreis Schleswig-Flensburg in Schleswig-Holstein. Das Gebiet liegt nördlich von Flensburg an der deutsch-dänischen Grenze. Es umfasst auf der deutschen Seite einen großen Teil der Gemeinde Harrislee sowie auf dänischer Seite ein Großteil von Bov (deutsch Bau).

## Beschreibung
Das Tunneltal von Krusau verläuft etwa sieben Kilometer von Padborg bis an die Flensburger Förde. Auf der deutschen Seite gehören Teile des Ortes Harrislee, außerdem Niehuus, Karlsberg, die Zollsiedlung, Kupfermühle und Teile von Wassersleben dazu. Auf der dänischen Seite umfasst es Kruså (deutsch Krusau) und Padborg.
Nachweislich entstand das Tal während der letzten Eiszeit. Wichtigstes Merkmal ist hier die Krusau, ein kleiner Fluss, der den Niehuuser See sowie den Mühlensee in Krusau durchfließt. Durch steile Hänge und zahlreiche Quellen ist der Verlauf des Tals gekennzeichnet. Es ist durch eine sanfte Hügellandschaft mit Erlenbruchwald und Weidengebüsch geprägt. Der Talgrund ist sehr feucht und nährstoffreich. Des Weiteren sind landwirtschaftliche Weidefläche vorhanden.
Entlang des Tunneltals verläuft die deutsch-dänische Grenze.

## Schutzgebiete
Ein großer Teil der Landschaft ist als Landschaftsschutzgebiet und FFH-Gebiet ausgewiesen.

### Landschaftsschutzgebiet Kupfermühle-Niehuus
Das 557,33 ha umfassende Landschaftsschutzgebiet Kupfermühle-Niehuus wurde am 31. März 1967 per Verordnung als Landschaftsschutzgebiet ausgewiesen.

### FFH-Gebiete Niehuuser Tunneltal und Krusau mit angrenzenden Flächen und Küstenbereiche Flensburger Förde von Flensburg bis Geltinger Birk
Ein Teil des Landschaftsschutzgebietes ist Bestandteil des Fauna-Flora-Habitat-Gebiets Niehuuser Tunneltal und Krusau mit angrenzenden Flächen.
Ein kleiner Teil im Osten gehört zu dem größtenteils in der Ostsee liegenden FFH-Gebiet Küstenbereiche Flensburger Förde von Flensburg bis Geltinger Birk.

## Sonstiges
Teil des Tunneltals ist der Klueser Wald, der mit seinem Erholungswald Besuchern vielseitige Möglichkeiten der Naherholung bietet. Es wurde ein umfassender Lehrpfad angelegt, um die Besonderheiten des Tunneltals interessierten Spaziergängern nahezubringen. Ebenso befindet sich der Kollunder Wald im Tunneltal.
Die hügelige Landschaft bei Niehuus wird im Volksmund Niehuuser Alpen genannt.

## Interreg Projekt Krusau Tunneltal
In den Jahren 2003 bis 2006 wurde das Krusau-Tunneltal in einer deutsch-dänischen Projektarbeit erhalten und aufgewertet. Hierzu wurden die unterschiedlichsten Maßnahmen ergriffen, so wurde beispielsweise eine Waldwiese, die zuvor landwirtschaftlich genutzt wurde, renaturiert. Es konnte die Wasserqualität verbessert werden und neue Biotope wie Laichtümpel konnten geschaffen werden.
Auf dänischer Seite arbeitete das Sønderjyllands Amt an diesem Projekt, während die Stiftung Naturschutz Schleswig-Holstein in Deutschland mitwirkte. Beide Seiten schalteten die verschiedenen Ministerien ein, die somit ihren Anteil an den Schutzmaßnahmen hatten.